# Consejo Legislativo del Estado Falcón
El Consejo Legislativo del Estado Falcón (CLEF) es el órgano que ejerce el poder legislativo regional del Estado Falcón en Venezuela.
El parlamento regional del Estado Falcón es unicameral y está compuesto por once (11) diputados o legisladores regionales que son electos cada 4 años, bajo un sistema mixto de representación, por un lado se eligen un grupo de diputados por lista bajo el método D'Hont a nivel estatal y por otro lado se eligen por voto directo candidatos nominales por circunscripción definida, pudiendo ser reelegidos para nuevos períodos consecutivos, y con la posibilidad de ser revocados a la mitad de su período constitucional.

## Sede
La sede del Consejo Legislativo del Estado Falcón se ubica en la Plaza Falcón de la calle Bolívar entre la calle Falcón y la calle 20 de febrero de la ciudad de Coro, capital de la entidad federal.

## Funciones
La Cámara elige de su seno, una Junta Directiva integrada por un Presidente y un Vicepresidente, adicionalmente se elige a un Secretario fuera de su seno. Al igual que en la Asamblea Nacional, el Parlamento regional conforma Comisiones permanentes de trabajo que se encargan de analizar los diferentes asuntos que las comunidades plantean, ejerciendo la vigilancia de la administración del Estado con el auxilio de la Contraloría General del Estado, así como la discusión y aprobación de los presupuestos de la cámara y del poder ejecutivo.
Las funciones de los consejos legislativos regionales de Venezuela se detallan en la Ley Orgánica de los Consejos Legislativos de los Estados publicada en Gaceta Oficial de la República Bolivariana de Venezuela del 13 de septiembre de 2001

## Composición de la VII Legislatura (Actual)
| 11 |  |  |
|    |  |  |

| Alianza / Grupo Parlamentario | Alianza / Grupo Parlamentario      | Diputado | Diputado          | Diputado                               | Cargo en el Consejo Legislativo   | Circunscripción |
| ----------------------------- | ---------------------------------- | -------- | ----------------- | -------------------------------------- | --------------------------------- | --------------- |
|                               | Gran Polo Patriótico Simón Bolívar |          |                   | Claudio Thielen                        | Legislador/Presidente del Consejo | Voto lista      |
|                               | Gran Polo Patriótico Simón Bolívar |          | María Salazar     | Legisladora/Vicepresidenta del Consejo |                                   | Voto lista      |
|                               | Gran Polo Patriótico Simón Bolívar |          | Cruz Sierra       | Legislador                             |                                   | Voto lista      |
|                               | Gran Polo Patriótico Simón Bolívar |          | Layfrank Rosillo  | Legislador                             |                                   | Voto lista      |
|                               | Gran Polo Patriótico Simón Bolívar |          | Milagros Sequera  | Legisladora                            |                                   | Voto lista      |
|                               | Gran Polo Patriótico Simón Bolívar |          | Nathaly Hernández | Legisladora                            |                                   | Voto lista      |
|                               | Gran Polo Patriótico Simón Bolívar |          | Francisco Herrera | Legislador                             |                                   | Voto lista      |
|                               | Gran Polo Patriótico Simón Bolívar |          | Junior Campos     | Legislador                             | Circuito 1                        |                 |
|                               | Gran Polo Patriótico Simón Bolívar |          | Carilis Bravo     | Legisladora                            | Circuito 2                        |                 |
|                               | Gran Polo Patriótico Simón Bolívar |          | Belkan Acosta     | Legislador                             | Circuito 3                        |                 |
|                               | Gran Polo Patriótico Simón Bolívar |          | Angel Sánchez     | Legislador                             | Circuito 4                        |                 |

## Composición histórica de la junta directiva del Consejo Legislativo

### Período (2021-2025)
| Periodo   | Presidente / Presidenta | Vicepresidente / Vicepresidenta | Gobernador   |
| --------- | ----------------------- | ------------------------------- | ------------ |
| 2021-2022 | Celsa Acosta (PSUV)     | José Luis Gutiérrez (PSUV)      | Víctor Clark |
| 2022-2023 | Ulises Daal (PSUV)      | Celsa Acosta (PSUV)             | Víctor Clark |
| 2023-2024 | Ulises Daal (PSUV)      | Celsa Acosta (PSUV)             | Víctor Clark |
| 2024-2025 | Claudio Thielen (PSUV)  | María Salazar (PSUV)            | Víctor Clark |
| 2025      | Claudio Thielen (PSUV)  | María Salazar (PSUV)            | Víctor Clark |

### Periodo (2025-2029)
| Periodo   | Presidente / Presidenta | Vicepresidente / Vicepresidenta | Gobernador   |
| --------- | ----------------------- | ------------------------------- | ------------ |
| 2025-2026 | Claudio Thielen (PSUV)  | Maria Salazar (PSUV)            | Víctor Clark |

## Legislaturas Previas

### I Legislatura (2000-2004)[2]
En las elecciones de julio de 2000, el partido MVR logró obtener 5 legisladores y el partido socialcristiano COPEI obtuvo los 4 escaños restantes. Con la victoria electoral de Jesús Montilla (MVR) como Gobernador de la entidad, el MVR se posiciona como partido oficialista regional con mayoría en la cámatra legislativa.
| Alianza / Partido Político | Alianza / Partido Político | Diputados |
| -------------------------- | -------------------------- | --------- |
| Coordinadora Democrática   | Coordinadora Democrática   | 4         |
|                            | Copei                      | 4         |
| Revolución Bolivariana     | Revolución Bolivariana     | 5         |
|                            | Movimiento V República     | 5         |

### II Legislatura (2004-2008)[4]
En las elecciones de octubre de 2004, la alianza del MVR logra la gobernación y la mayoría absoluta de los escaños del parlamento regional, manteniéndose como el partido de gobierno regional. El partido AD obtuvo el escaño restante, siendo el partido opositor al gobierno regional.
| Alianza / Partido Político | Alianza / Partido Político | Diputados |
| -------------------------- | -------------------------- | --------- |
| Coordinadora Democrática   | Coordinadora Democrática   | 1         |
|                            | Acción Democrática         | 1         |
| Revolución Bolivariana     | Revolución Bolivariana     | 8         |
|                            | Movimiento V República     | 3         |
|                            | Podemos                    | 5         |

### III Legislatura (2008-2012)[6]
En las elecciones regionales realizadas el 23 de noviembre de 2008, la alianza del Polo Patriótico obtiene de nuevo la mayoría absoluta de la legislatura al obtener 8 de los 9 escaños posibles. La oposición regional queda siendo ejercida por un legislador electo por el partido COPEI.
| Alianza / Partido Político    | Alianza / Partido Político            | Diputados |
| ----------------------------- | ------------------------------------- | --------- |
| Mesa de la Unidad Democrática | Mesa de la Unidad Democrática         | 1         |
|                               | Copei                                 | 1         |
| Polo Patriótico               | Polo Patriótico                       | 8         |
|                               | Partido Socialista Unido de Venezuela | 3         |
| UVE                           | Unidad de Vencedores Electorales      | 5         |

### IV Legislatura (2012-2017)[8]
En las elecciones regionales realizadas el 16 de diciembre de 2012, la alianza del Gran Polo Patriótico (principalmente sustentada por el Partido Socialista Unido de Venezuela logra obtener la mayoría de los diputados del Consejo.
| Alianza / Partido Político    | Alianza / Partido Político            | Diputados |
| ----------------------------- | ------------------------------------- | --------- |
| Mesa de la Unidad Democrática | Mesa de la Unidad Democrática         | 2         |
|                               | Primero Justicia                      | 1         |
|                               | Copei                                 | 1         |
| Polo Patriótico               | Polo Patriótico                       | 7         |
|                               | Partido Socialista Unido de Venezuela | 7         |

### V Legislatura (2018-2021)[9]
En 2018, el Poder Electoral informó el aumento del número de diputados en ocho estados del país, donde se adicionaron dos parlamentarios: Barinas, Falcón, Monagas, Portuguesa y Sucre. En este sentido, el Consejo Legislativo del Estado Falcón pasó de poseer 9 diputados, a estar conformado por 11.
El Gran Polo Patriótico Simón Bolívar, en las elecciones de concejos legislativos realizada el 20 de mayo de 2018, logra ganar casi todos los curules de la cámara, explicado principalmente por la decisión de los principales partidos políticos, opositores al gobierno de Nicolás Maduro, de no participar en las elecciones.
| Alianza / Partido Político              | Alianza / Partido Político              | Diputados |
| --------------------------------------- | --------------------------------------- | --------- |
| Polo Patriótico                         | Polo Patriótico                         | 10        |
|                                         | Partido Socialista Unido de Venezuela   | 10        |
| Democracia Cristiana (fuera de alianza) | Democracia Cristiana (fuera de alianza) | 1         |
|                                         | Copei                                   | 1         |

### VI Legislatura (2021-2025)
| Alianza / Partido Político              | Alianza / Partido Político              | Diputados |
| --------------------------------------- | --------------------------------------- | --------- |
| Polo Patriótico                         | Polo Patriótico                         | 8         |
|                                         | Partido Socialista Unido de Venezuela   | 8         |
| Plataforma Unitaria Democrática         | Plataforma Unitaria Democrática         | 2         |
|                                         | Mesa de la Unidad Democrática           | 1         |
|                                         | Un Nuevo Tiempo                         | 1         |
| Democracia Cristiana (fuera de alianza) | Democracia Cristiana (fuera de alianza) | 1         |
|                                         | Copei                                   | 1         |